# Pas de l’Âne

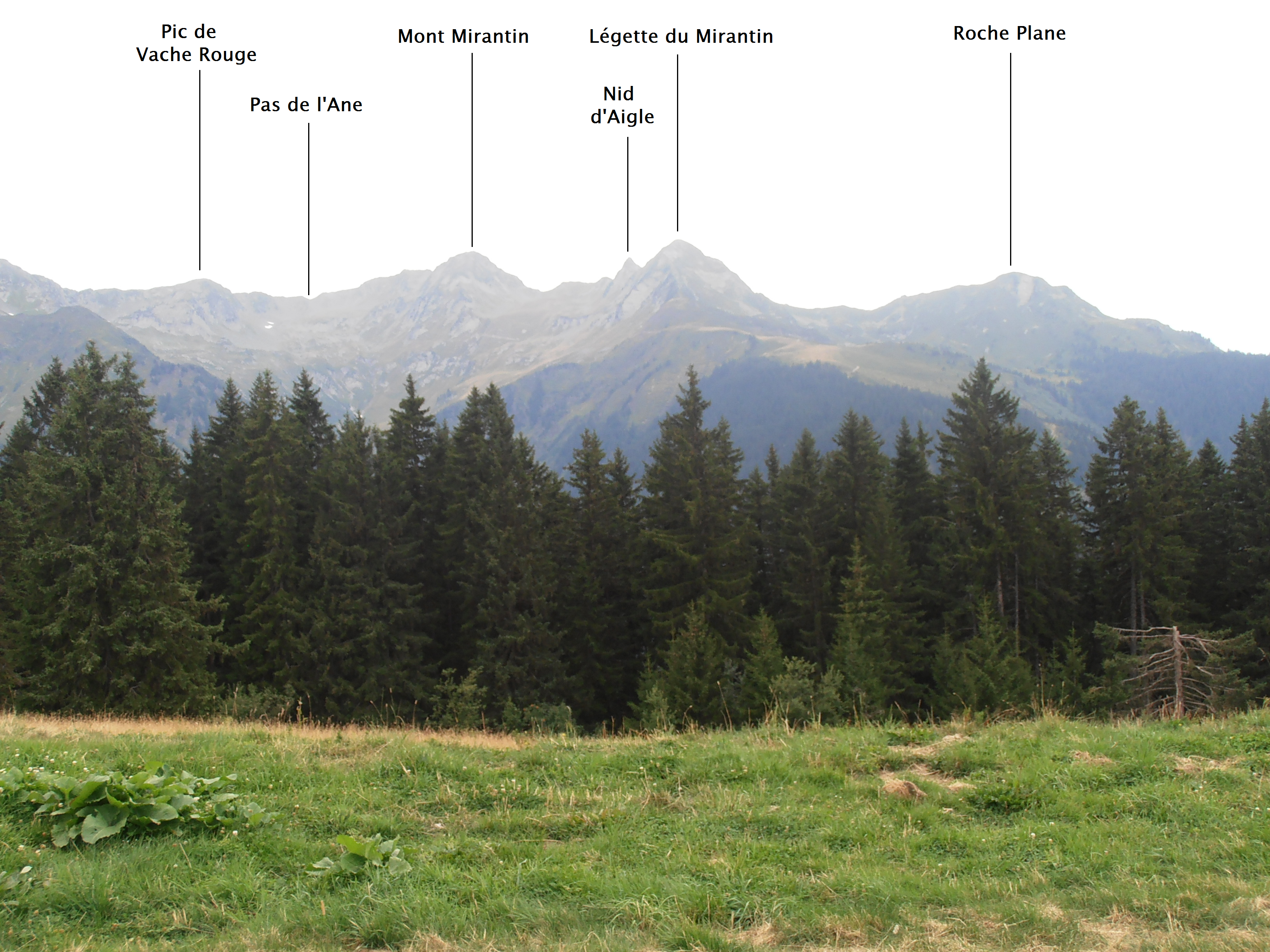
Masyw Mont Mirantin – widok z Plateau de Cuvy

Pas de l’Âne – przełęcz w Alpach Graickich, części Alp Zachodnich. Leży we wschodniej Francji w regionie Rodan-Alpy. Znajduje się w południowo-zachodniej części Masywu Beaufortain. Położona jest na wysokości 2365 m n.p.m. Znajduje się między szczytami Mont Mirantin i Pic de la Vache Rouge.
Położona jest na wschód od Albertville oraz na południowy zachód od Beaufort.